# Senica
Senica es la capital del distrito de Senica en la región de Trnava, Eslovaquia, con una población estimada a final del año 2024 de 19 137 habitantes.
Se encuentra ubicada al norte de la región, en los pequeños Cárpatos y cerca del río Váh (cuenca hidrográfica del Danubio) y de la frontera con la República Checa.

## Demografía
| Año        | 1994   | 2004    | 2014    | 2024    |
| ---------- | ------ | ------- | ------- | ------- |
| Población  | 21 038 | 21 028  | 20 352  | 19 137  |
| Diferencia |        | −0,04 % | −3,21 % | −5,96 % |

| Año        | 2023   | 2024    |
| ---------- | ------ | ------- |
| Población  | 19 280 | 19 137  |
| Diferencia |        | −0,74 % |